# سام عباس
سام عباس (انگلیسی: Sam Abbas؛ زادهٔ ۱۱ نوامبر ۱۹۹۳) کارگردان اهل مصر است.

## فیلمشناسی
- عروسی